# S-2 Sopka
Die S-2 Sopka (russisch С-2 Сопка) war ein landbasierter Seezielflugkörper und Marschflugkörper aus der Sowjetunion. Im GRAU-Index wurde er 4K87 Sopka bezeichnet und die NATO-Codenamen lauteten SS-C-2A Salish und SS-C-2B Samlet.

## Entwicklung
Am 21. April 1954 erteilten das Zentralkomitee der KPdSU sowie der Ministerrat der UdSSR den Auftrag zur Entwicklung eines landbasierten Seezielflugkörpers zur Küstenverteidigung. Dieser sollte aus Bunkern gestartet werden und eine Reichweite von rund 100 km erreichen. Die Entwicklung erfolgte im OKB-155 (Mikojan-Gurewitsch) und im KB-1. Dabei griffen die Entwickler auf den von Flugzeugen gestarteten Seezielflugkörper KS-1 (NATO-Codename AS-1 „Kennel“) zurück. Von diesem wurde die Lenkflugkörper-Zelle übernommen, an welche zusätzlich ein Feststoff-Booster angebracht wurde. Dieser neue Lenkflugkörper bekam die Bezeichnung S-2 Strela. Nach ersten erfolgreichen Versuchen wurde am 1. Dezember 1955 beschlossen, auch eine mobile Ausführung zu entwickeln. Diese bekam die Bezeichnung S-2 Sopka. Nach erfolgreichen Tests wurde die stationäre S-2 Strela am 30. August 1957 in Dienst gestellt. Die mobile S-2 Sopka wurde am 19. Dezember 1958 in Dienst gestellt. Weiter wurde die S-2 auch so umgebaut, dass sie als Marschflugkörper gegen stationäre Landziele eingesetzt werden konnte. Diese Ausführung wurde FKR-1 Meteor bezeichnet. Die Serienfertigung der S-2 erfolgte im Maschinenbauwerk Nr. 256 und im Maschinenbauwerk Nr. 47 in Orenburg. Eine Ausführung der S-2 mit einem Infrarot-Suchkopf sowie eine Version für den Einsatz ab Schiffen wurden nicht fertig entwickelt.

## Technik
Die S-2 Strela/Sopka wurde zur Verteidigung von Küstenabschnitten gegen Kriegsschiffe eingesetzt. Alle Komponenten der mobilen S-2 Sopka waren auf Lastkraftwagen und Anhängern installiert. Als Zugmaschinen für die Anhänger wurden Lastkraftwagen und Kettenfahrzeuge verwendet. Das System benötigte keine vorbereitete Stellung und diese können sich irgendwo an der Küste befinden. Das Herstellen der Gefechtsbereitschaft dauerte rund 30 Minuten. Bei der stationären S-2 Strela waren sämtliche Komponenten in Bunkern verbaut.

### Suchradar
Zur Seeraumüberwachung wurde das Mys-Suchradar bzw. Mys-M verwendet. Dies war eine abgeänderte Version des MR10-Marineradars und trägt den NATO-Codenamen „Sheet Bend“. Das Mys-Radar arbeitete mit einer Frequenz von 9,4–9,6 GHz und hatte eine Sendeleistung von 150–1.500 kW. Die Radarantenne drehte mit sechs Umdrehungen pro Minute und konnte Ziele in einem 360°-Rundkreis auf eine Distanz von bis zu 300 km detektieren. Das Mys-Radar konnte in einer Entfernung von bis zu 10 km von der S-2-Stellung betrieben werden. Installiert war das Radar auf einem zweiachsigen APL-598-Anhänger, welcher von einem JaAZ-219-Lastkraftwagen gezogen wurde.

### Raketenleit- und Feuerleitradar
Das S-1M-Raketenleitradar wurde für die Lenkung des Lenkflugkörpers während des Marschfluges verwendet. Weiter stellte das Radar die halbaktive Zielsuchlenkung für den Zielanflug sicher. Die Radarantenne war auf einem 11 m hohen Masten montiert. Die installierte Radarreichweite betrug 200 km. Verbaut war das Radar auf einem zweiachsigen APL-598-Anhänger, welcher von einem JaAZ-219-Lastkraftwagen gezogen wurde.

### Zielverfolgungsradar
Das P-1M Burun-Radar verfolgte das Ziel und übermittelte dessen Kurs an das S-1M-Raketenleitradar. Installiert war das Radar auf einem zweiachsigen APL-598-Anhänger, welcher von einem AT-S-Kettenfahrzeug gezogen wurde.

### Feuerleitzentrale
Neben den Radargeräten kam eine Feuerleitzentrale zum Einsatz. Von hier aus führten die Bediener den Feuerkampf. Die Feuerleitzentrale war auf der Pritsche eines JaAZ-219-Lastkraftwagens sowie auf einem APL-598-Anhänger verbaut.

### Lenkflugkörper-Starter
Weiter waren in jeder Feuerstellung vier B-163-Lenkflugkörper-Starter vorhanden. Diese bestanden aus einer zweiachsigen Unterlafette sowie einer drehbaren Oberlafette mit einer Startschiene. Auf der Startschiene wurde der S-2-Lenkflugkörper aufgesetzt. Der Starter wurde von einem JaAZ-219-Lastkraftwagen gezogen. Die Lenkflugkörper wurden auf von SIL-157-Lastkraftwagen gezogenen PR-15 Anhängern transportiert.

### Lenkflugkörper

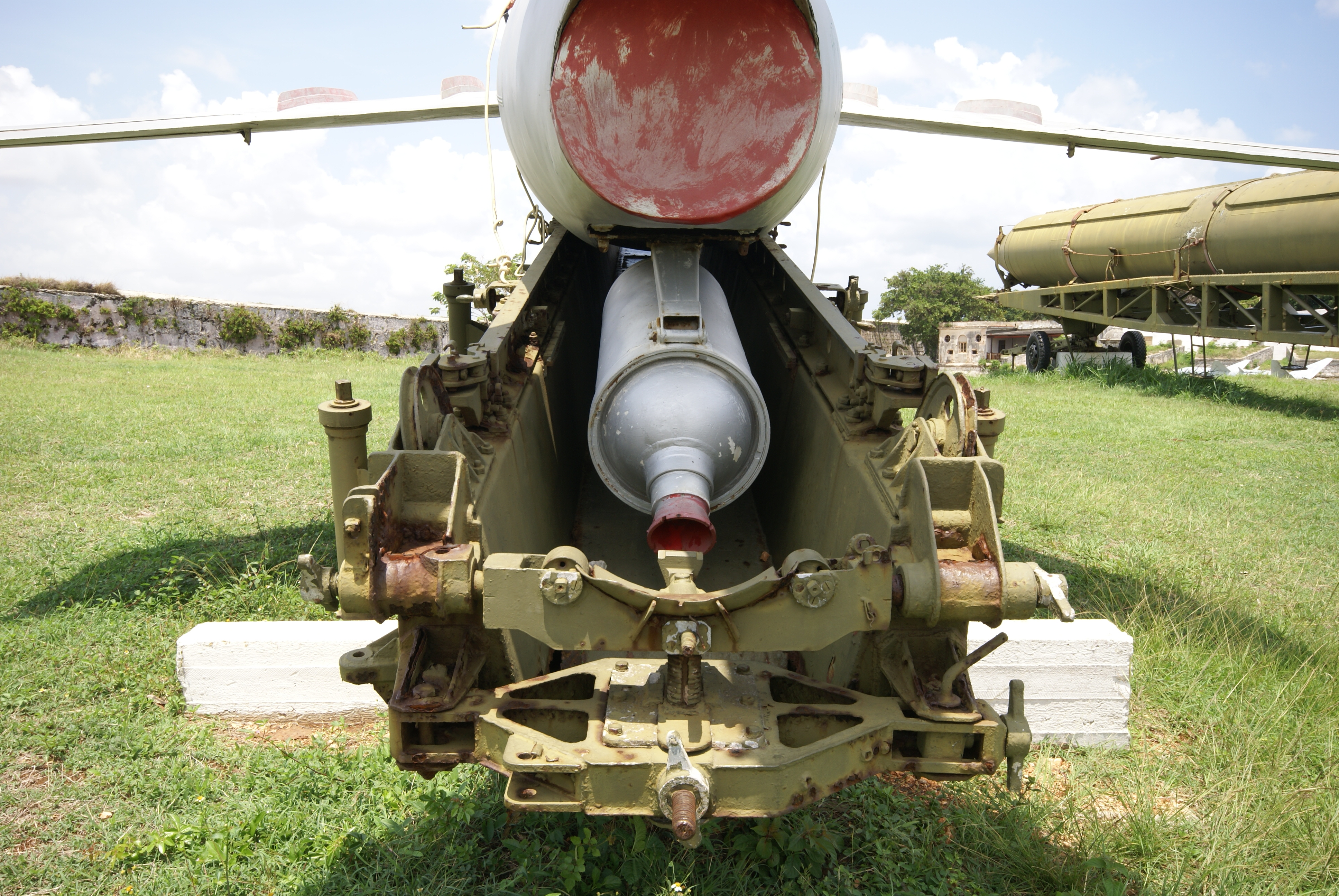
S-2-Lenkflugkörper mit dem SPRD-15-Feststoff-Booster

Als Lenkflugkörper wurde eine abgeänderte Version des von Flugzeugen gestarteten Seezielflugkörpers KS-1 (NATO-Codename AS-1 „Kennel“) verwendet, welcher der MiG-15 „Fagot“ entstammte. Der Aufbau des S-2-Lenkflugkörpers ähnelte dem eines Flugzeuges. Der Flugkörper bestand aus einem stromlinienförmigen Rumpf mit einem zentralen Lufteinlass für das Triebwerk an der Flugkörperspitze. Oben am Lufteinlass befand sich hinter einem Radom die Parabolantenne für den halbaktiven Radarsuchkopf. Neben dem Suchkopf und der Avionik war im Rumpf der panzerbrechende Gefechtskopf verbaut. Dieser hatte ein Gewicht von 1.015 kg, wovon 865 kg auf den TGAG-5-Sprengstoff entfielen. Der Rumpf war aus Duraluminium gefertigt. Am Rumpf waren zwei Tragflächen mit Grenzschichtzäunen, zwei Höhenrudern und einem Leitwerk montiert. Die Tragflächen und Höhenruder waren beim Transport nach oben gefaltet und hatten eine Pfeilung von 57,5°. Angetrieben wurde der Lenkflugkörper von einem Klimow RD-500K-Turbofan, welcher hinten im Rumpf verbaut war. Der Antrieb entwickelte einen Schub von 15,9 kN. Im Flugkörperrumpf befand sich ein Treibstofftank mit 320 Litern T-1-Kerosin. Unten am Rumpf war für den Lenkflugkörperstart der SPRD-15-Feststoff-Booster angebracht. Dieser wog 479 kg und entwickelte einen Schub von 267–402 kN.

## Einsatzkonzeption
Nachdem ein Seeziel mit dem Mys-Suchradar detektiert worden war, wurde anhand von dessen Angaben das P-1M Burun-Zielverfolgungsradar auf das Ziel aufgeschaltet. Dieses verfolgte das Ziel und ermittelte die nötigen Daten für den Lenkflugkörper-Start. Danach wurde das S-1M-Raketenleitradar nach Angaben des P-1M Burun-Radars auf das Ziel ausgerichtet. Nachdem das S-1M-Raketenleitradar das Ziel kontinuierlich verfolgte, wurde der S-2-Lenkflugkörper gestartet. Dabei betrug der Schießsektor 85° im Azimut und es konnten Seeziele mit einer Geschwindigkeit von maximal 60 Knoten bekämpft werden. Beim Start des S-2-Lenkflugkörpers zündeten der RD-500K-Turbofan sowie der SPRD-15 Feststoff-Booster. Nach 1,6–1,8 Sekunden war der Booster ausgebrannt und wurde abgeworfen. Jetzt nahm der Lenkflugkörper mit Hilfe des barometrischen Höhenmessers eine Marschflughöhe von 400 m ein. Während des Marschflugs wurde der Lenkflugkörper mit einem Funkleitstrahl des S-1M-Raketenleitradars in Richtung Ziel geführt. Dabei betrug die maximale Kursabweichung 4–5 km. In einer bestimmten Entfernung vom Ziel wurde die Halbaktive Zielsuchlenkung aktiviert. Der S-2-Lenkflugkörper flog nun selbstständig auf das Ziel zu. Beim Aufschlag im Ziel wurde der Gefechtskopf mittels des Aufschlagzünders zur Detonation gebracht. Die maximale Flugdauer des S-2-Lenkflugkörpers betrug 5–6 Minuten.

## Varianten

### S-2 Strela
Die S-2 Strela war die stationäre Ausführung zur Seezielbekämpfung. Der NATO-Codename lautete SS-C-2B „Samlet“. In der Sowjetunion entstanden zwei Stützpunkte mit jeweils zwei Stellungen. Der erste, Objekt 100 bezeichnete Stützpunkt befand sich auf der Krim, südöstlich von Balaklawa. Die beiden Stellungen befanden sich unter Fels. Die unterirdische Infrastruktur umfasste neben zwei Lenkflugkörper-Startern, Unterkünfte, Munitionskavernen, eine Werkstatt sowie eine Feuerleitstelle. Für den Lenkflugkörperstart wurden die Stahlabdeckungen der Starter zur Seite gefahren und die Startschienen mit den Lenkflugkörpern hydraulisch an die Oberfläche gehoben. Der zweite, Objekt 101 bezeichnete Stützpunkt befand sich auf der Insel Kildin östlich der Kola-Bucht. Da in dortigen Tundra keine Felswerke angelegt werden konnten, wurden die beiden Stellungen in Bunkern verbaut. Die minimale Schussdistanz der S-2 Strela betrug 15 km. Die maximale Schussdistanz lag, bedingt durch den Radiohorizont, bei rund 95 km. Ende der 1960er-Jahre wurde beschlossen, die beiden Stellungen durch den moderneren stationären 4K44 Utjos-Komplex mit dem P-35B-Seezielflugkörper zu ersetzen. Nach einiger Verzögerung war das Objekt 100 im Jahr 1973 und das Objekt 101 im Jahr 1983 umgerüstet.
Lage der Strela-Stützpunkte:
- Objekt 100 Stellung 1 ⊙
- Objekt 100 Stellung 2 ⊙
- Objekt 101 Stellung 1 ⊙
- Objekt 101 Stellung 2 ⊙

### S-2 Sopka

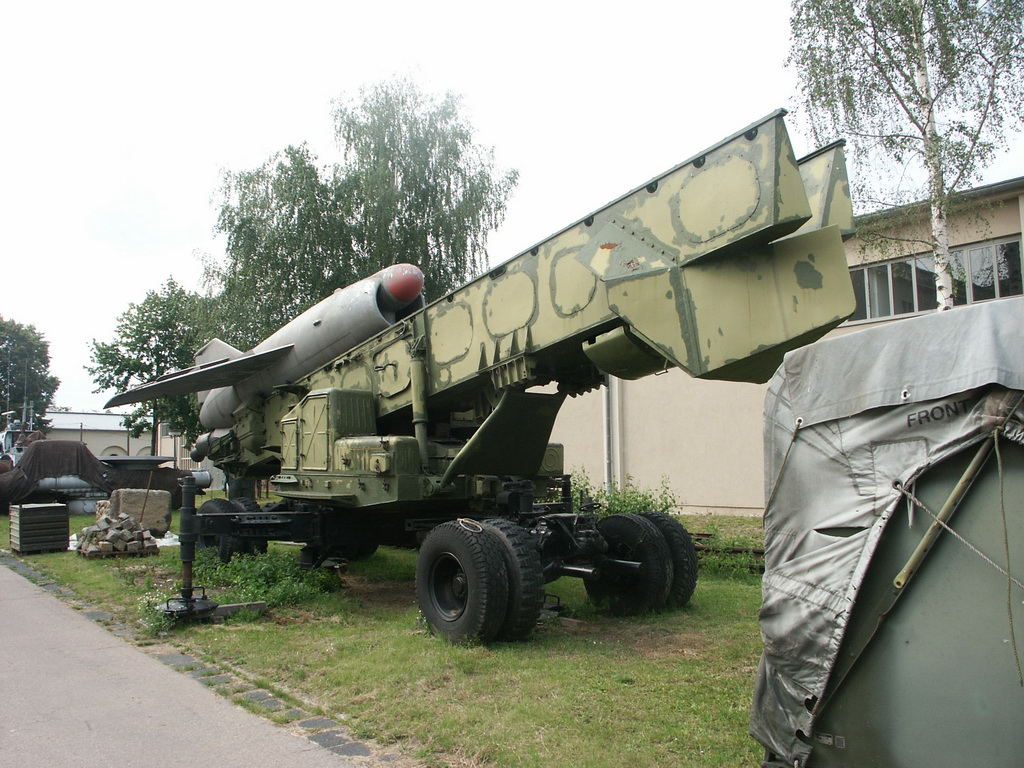
S-2 Sopka-Lenkflugkörper

Die S-2 Sopka war die mobile Ausführung zur Seezielbekämpfung, wie oben beschrieben. Im GRAU-Index wurde sie 4K87 Sopka bezeichnet und der NATO-Codename lautete SS-C-2B „Samlet“. Die minimale Schussdistanz betrug 15 und die maximale rund 95 km. Die S-2 Sopka befand sich bis Ende der 1970er-Jahre im Einsatz. Ab dann wurde sie durch den Raketenkomplex 4K51 Rubesch mit dem P-15-Seezielflugkörper ersetzt.

### FKR-1 Meteor

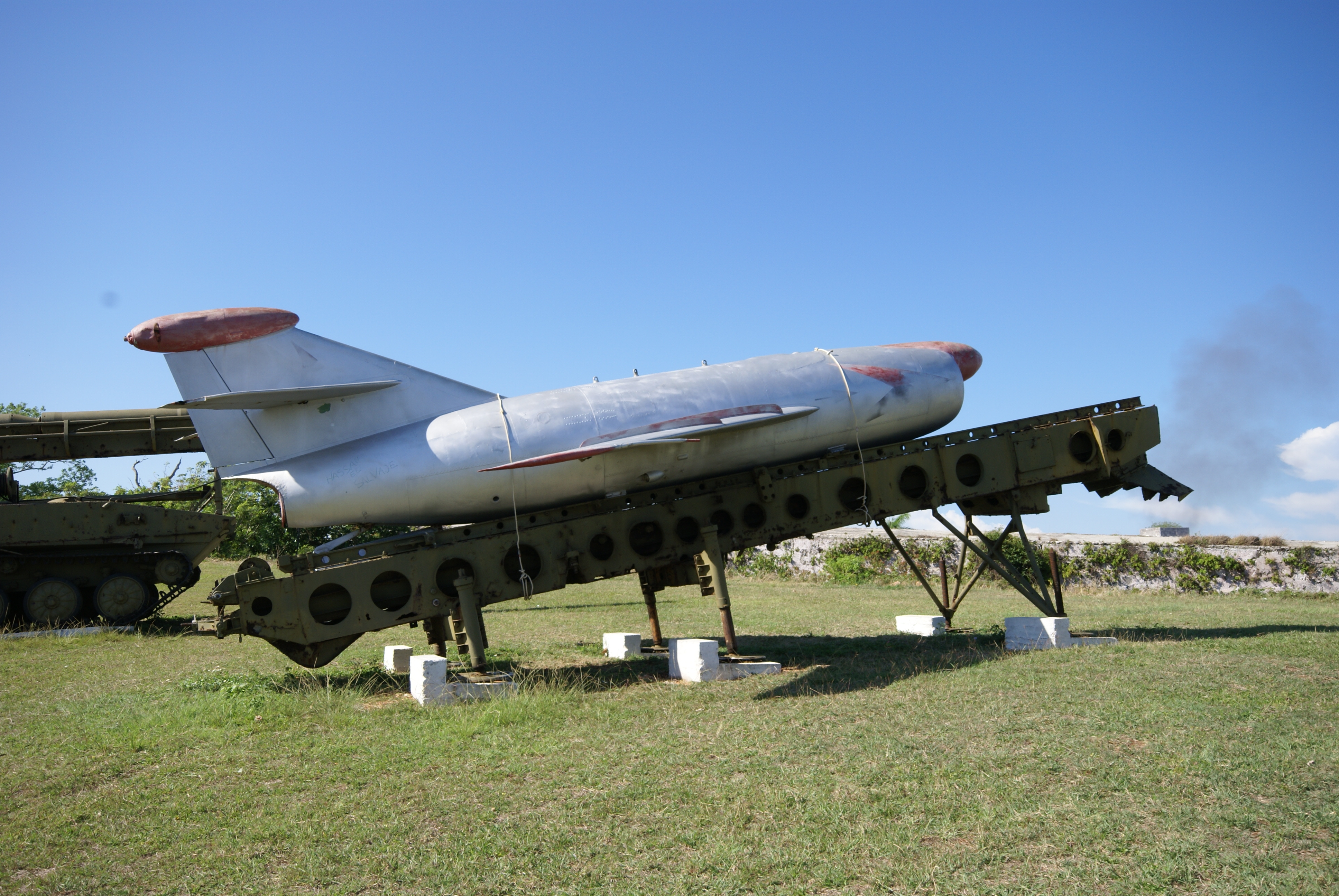
FKR-1-Lenkflugkörper

Die FKR-1 Meteor war eine mobile Ausführung der S-2 zum Einsatz als Marschflugkörper gegen stationäre Landziele. Eine weitere Bezeichnung lautete KS-7 und der NATO-Codename lautete SS-C-2A „Salish“. In der Sowjetarmee wurden sie Front-Marschflugkörper (russisch фронтовых крылатых ракет) bezeichnet. Anstelle des Rardarsuchkopfes war der FKR-1-Lenkflugkörper mit dem Meteor-Steuersystem und dem AP-M-Autopiloten ausgerüstet. Mit Hilfe von diesem flog der Lenkflugkörper nach dem Fire-and-Forget-Prinzip zum Ziel. Die maximale Schussdistanz betrug rund 150 km und es wurde ein Streukreisradius (CEP) von rund 1,6 km erreicht. Anfänglich waren die FKR-1-Lenkflugkörper mit einem Nukleargefechtskopf mit einer Sprengleistung von 15 kT bestückt. Später wurden Gefechtsköpfe mit 50 sowie 120 kT verwendet. Die FKR-1-Raketen wurden in den 1980er Jahren außer Dienst gestellt.

## Einsatz

### Kubakrise
Während der Kubakrise stationierte die Sowjetunion S-2-Lenkflugkörper auf Kuba. Im August 1962 wurde im Rahmen der Operation Anadyr ein S-2 Sopka-Regiment der Schwarzmeerflotte nach Kuba verlegt. Das Regiment bestand aus vier Abteilungen und wurde zur Küstenverteidigung eingesetzt. Die vier Abteilungen verfügten über 8–10 Lenkflugkörper-Starter sowie 34 S-2 Sopka-Lenkflugkörper.
Weiter wurden im Herbst 1962 das 561. und 584. FKR-1-Regiment nach Kuba verlegt. Die beiden Regimenter verfügten über jeweils vier Lenkflugkörper-Starter mit insgesamt 40 nuklearen FKR-1-Marschflugkörpern. Ein Regiment wurde westlich von Havanna beim Hafen Mariel stationiert. Die Marschflugkörper dieses Regiments sollten gegen Amphibische Landeversuche eingesetzt werden. Das zweite Regiment war im Osten von Kuba, in der Nähe von Mayarí Arriba stationiert. Diese Marschflugkörper waren auf die Guantanamo Bay Naval Base gerichtet. Die Stationierung dieser nuklearen Marschflugkörper blieb von den Vereinigten Staaten unentdeckt. Davon erfuhren sie erst nach dem Ende der Krise.

### Jom-Kippur-Krieg
Der einzige Kriegseinsatz der S-2 Sopka erfolgte während des Jom-Kippur-Kriegs. Am 9. Oktober 1973 starteten die Streitkräfte Ägyptens aus der Region von Alexandria fünf S-2 Sopka-Lenkflugkörper gegen Schiffe der Israelischen Marine. Ägyptischen Angaben zufolge wurde ein Schiff versenkt und ein weiteres beschädigt. Nach Angaben der Israelischen Verteidigungsstreitkräften wurden keine Treffer erzielt.

## Nutzerstaaten
- Ägypten – S-2 Sopka
- Bulgarien – S-2 Sopka
- Deutsche Demokratische Republik – S-2 Sopka
- Kuba – S-2 Sopka
- Nordkorea – S-2 Sopka
- Polen – S-2 Sopka
- Sowjetunion – S-2 Strela, S-2 Sopka, FKR-1 Meteor
- Syrien – S-2 Sopka

Quellen: